# Claas
Claas es una empresa dedicada a la fabricación de maquinaria agrícola, originaria de Harsewinkel, Renania del Norte-Westfalia, Alemania. Su maquinaria es vendida bajo la marca Claas en todo el mundo, exceptuando América del Norte, donde la cosechadora Lexion es vendida por Caterpillar. Claas produce cosechadoras, tractores, empacadoras, cortacéspedes, pequeños arados a modo de rastrillos y esparramadores.

## Historia

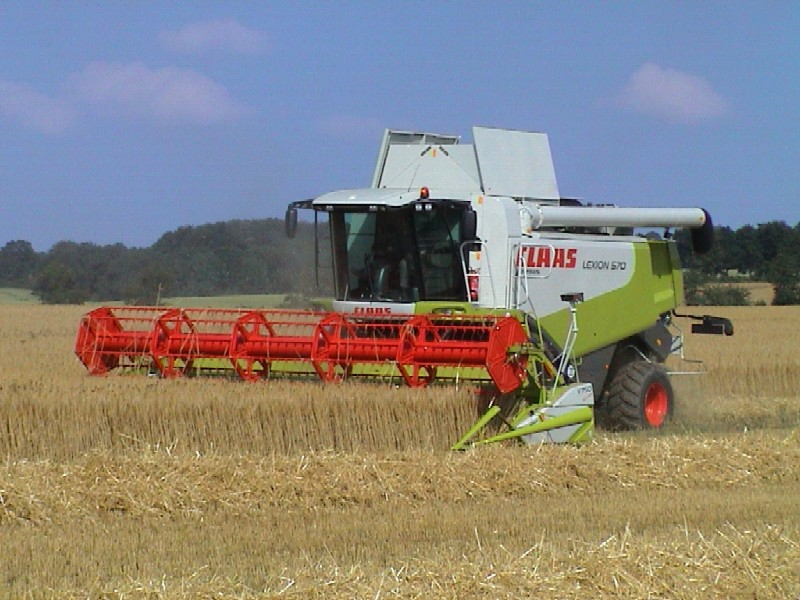
Cosechadora Claas.

La historia de Claas comienza en 1913, cuando August Claas creó la compañía en Clarholz, Alemania. En 1919, el negocio se trasladó a Haserwinkel, donde la compañía se centró en la producción de cosechadoras. Dos años después, la empresa registró su primera patente. En 1930, se desarrolló la primera máquina taladora con el mercado europeo en mente. La primera empacadora llegó en 1934. En los preparativos previos a la Segunda Guerra Mundial ya se planificó la producción de armas y municiones en las fábricas de Claas. En 1943 se prohibió totalmente la producción de máquinas de cosecha y se reconvirtió la industria hacia material bélico. En 1944 trabajaban en la planta de Claas 336 trabajadores forzados. Aun así, Walter Brenner continuó mejorando el diseño de las cosechadoras durante la guerra.
En 1978, Helmut Claas, hijo de August Claas, asumió la dirección de la empresa y se convirtió en presidente del comité de gestión.
En 2002, Claas adquirió la participación del grupo Escorts en la empresa conjunta en India.
En 2007 se estableció en Morinda, cerca de Chandigarh, en el estado de Punyab, la segunda planta de cosechadoras de Claas en India. La producción comenzó en octubre de 2008 con unos 300 empleados. En 2011, la Lexion 770 estableció un récord mundial Guinness al cosechar 675,84 toneladas de grano en ocho horas.
En 2010, la empresa conjunta Uz CLAAS Agro LLC inició la fabricación de maquinaria Claas en Uzbekistán. En 2014, Claas adquirió la mayoría de las acciones del fabricante chino de maquinaria agrícola Shandong Jinyee Machinery Manufacture Co. Ltd, con sede en Gaomi. En 2017 se inauguró el nuevo centro de desarrollo para agricultura digital (eFarming) en Dissen, Baja Sajonia. Dos años después, en 2019, Claas presentó la segunda generación de cosechadoras Lexion, con 13 nuevos modelos que ofrecen potencias entre 313 y 790 caballos.
Helmut Claas, hijo del fundador August Claas, falleció el 5 de enero de 2021 a los 94 años. Su hija, Cathrina Claas-Mühlhäuser, ha presidido el consejo de supervisión desde 2010 y, desde 2020, encabeza también el comité de accionistas, siendo responsable de todas las decisiones estratégicas del grupo. En 2024, Claas celebró la producción de su cosechadora número 500.000. En septiembre del mismo año, la empresa vendió su planta en India al fabricante japonés de maquinaria agrícola y motores Yanmar.

## En Argentina
La subsidiaria local existe desde 2000 -aunque ya en 1993, Reynaldo Postacchini, había importado una CLAAS modelo Mega 208-, y forma parte del listado de 27 sucursales que la compañía alemana posee alrededor del mundo.
En 2006 la posibilidad de que Claas Argentina montara una fábrica en Argentina, era tangible y para 2013, comenzó a producir la cosechadora Tucano, con un motor de 270 a 360 HP (Clase VI o VIII). Paralelamente, la compañía avanza en el aumento de la capacidad de ensamblado y una mayor participación de las piezas nacionales en su integración.
En la localidad de Ameghino (Buenos Aires), fabrica cabezales y otros equipos y componentes.
Actualmente, la sede administrativa de Claas se encuentra en la localidad santafesina de Sunchales, departamento Castellanos.

### Modelos producidos
- Claas Tucano 570
- Claas Tucano 470[21]
- Claas Tucano 560[22]